# 唐一鵬
唐一鵬（1558年—1599年），字九萬，號翀宇，貴州平溪衛官籍，湖廣蘄州人，明朝政治人物。

## 生平
萬曆七年（1579年）己卯科貴州鄉試第十三名，萬曆十一年（1583年）癸未科會試第三百二十八名，登三甲第十名進士。都察院觀政，授行人，丁憂。十六年復除原职，十九年丁憂，二十一年选授廣東道監察御史，二十二年九月奉命巡漕，儧运粮储，二十四年巡按浙江、二十五年巡按陝西，二十七年养病，卒。

## 家族
曾祖唐輔；祖父唐世臣，曾任千戶；父唐宗堯，曾任教諭。母洪氏；繼母袁氏。具庆下。兄一龍（千户）。弟一麟、一鲸、一魁。